# Giải của Hiệp hội phê bình phim Chicago cho kịch bản gốc hay nhất
Giải của Hiệp hội phê bình phim Chicago cho kịch bản gốc hay nhất là một giải thưởng hàng năm của Hiệp hội phê bình phim Chicago dành cho kịch bản gốc của một phim, được bầu chọn là hay nhất. Giải này mới được tách ra từ năm 2006. Trước đó, chỉ có giải cho kịch bản hay nhất, gồm cả kịch bản gốc và kịch bản chuyển thể.

## Các kịch bản đoạt giải & được đề cử
| Năm  | Kịch bản                           | Tác giả                      |
| ---- | ---------------------------------- | ---------------------------- |
| 2006 | The Queen                          | Peter Morgan                 |
| 2006 | Babel                              | Guillermo Arriaga            |
| 2006 | Letters from Iwo Jima              | Iris Yamashita               |
| 2006 | Little Miss Sunshine               | Michael Arndt                |
| 2006 | United 93                          | Paul Greengrass              |
| 2007 | Juno                               | Diablo Cody                  |
| 2007 | Before the Devil Knows You're Dead | Kelly Masterson              |
| 2007 | Michael Clayton                    | Tony Gilroy                  |
| 2007 | Ratatouille                        | Brad Bird                    |
| 2007 | The Savages                        | Tamara Jenkins               |
| 2008 | WALL-E                             | Andrew Stanton & Jim Reardon |
| 2008 | In Bruges                          | Martin McDonagh              |
| 2008 | Milk                               | Dustin Lance Black           |
| 2008 | Rachel Getting Married             | Jenny Lumet                  |
| 2008 | Synecdoche, New York               | Charlie Kaufman              |